# Thelyoxynops orbitalis
Thelyoxynops orbitalis là một loài ruồi trong họ Tachinidae.